# Twist and Shout
Pour les articles homonymes, voir Twist and Shout (homonymie).
Singles de The Isley Brothers
Right Now / The Snake
(1962) Twistin' with Linda / You Better Come Home
(1962)
Twist and Shout est un standard du rhythm and blues, du twist et du rock, notamment interprété par les Isley Brothers et par les Beatles.

## Versions initiales
La chanson est écrite en 1961 par Phil Medley et Bert Berns, sous le pseudonyme de Bert Russel. Sa structure harmonique sur trois accords obstinément répétés est ouvertement copiée sur celle de La Bamba. Elle est enregistrée par le groupe vocal The Top Notes sous la direction de Phil Spector. Le disque rencontre peu d'écho.
L'année suivante, Bert Berns confie la chanson au groupe de rhythm & blues The Isley Brothers et, mécontent du traitement qu'en avait fait Phil Spector, décide cette fois-ci de la produire lui-même, dans une version modifiée. Le pont de 16 mesures chanté en solo sur la tonique et sa relative mineure est supprimé. Est introduit un nouveau pont qui reste sur la dominante en retardant de six mesures la résolution de la phrase musicale précédente tandis que les chanteurs lancent successivement des notes qui se superposent pour former un accord de septième. Cette version, sortie le 16 mai 1962, remporte un franc succès. Elle est classée n°2 des charts R&B (rhythm and blues) aux États-Unis, et n°17 des charts pop. C'est le premier tube des Isley Brothers.

## Version des Beatles
Singles de The Beatles
Yesterday / I Should Have Known Better
(1976) Sgt. Pepper's Lonely Hearts Club Band - With a Little Help from My Friends / A Day in the Life
(1978)
Pistes de Please Please Me
There's a Place
Les Beatles décident de reprendre Twist & Shout pour leur premier album Please Please Me. L'enregistrement a lieu dans les studios d'Abbey Road le 11 février 1963. John Lennon chante, ou plutôt, hurle littéralement. Capturée à la fin de la séance qui a duré plus de neuf heures, cette version reprend les arrangements de la version des Isley Brothers, à cela près que le motif choral du pont est repris en coda et que l'exécution s'éloigne du style twist pour sonner plus rock 'n' roll, ainsi que les Beatles avaient l'habitude de la jouer en concert, les riffs de cuivres étant remplacés par des notes vigoureusement claquées de guitare.
L'album sort au Royaume-Uni le 26 avril 1963. La chanson figure également sur la version américaine Introducing... The Beatles parue le 22 juillet 1963. Et on la trouve encore sur un EP anglais édité le 12 juillet intitulé justement Twist And Shout.
En France comme dans le reste de l'Europe continentale, qui jusque-là n'avait guère accordé d'attention aux premiers hits britanniques du groupe, la chanson fait un succès radio durant l'été. Elle est, avec She Loves You au même moment, celle qui révèle les Beatles aux publics européens.
Une interprétation en public de Twist and Shout est restée très fameuse. Le 4 novembre 1963, les quatre musiciens de Liverpool se produisent devant la famille royale au Prince of Wales Theatre de Londres pour le Royal Variety Show (en), où un John Lennon, irrévérencieux, lance ce titre de la façon suivante : « On the next number, would those in the cheaper seats clap your hands? All the rest of you, if you'll just rattle your jewelry! (« Pour notre prochain titre, est-ce que les gens assis aux places les moins chères peuvent taper des mains ? Quant aux autres, vous n'avez qu'à agiter vos bijoux ! »). Cette version peut être entendue sur l'album Anthology 1.
Le 2 mars 1964, la chanson est éditée en single aux États-Unis sur le label Tollie Records, étiquette alternative de Vee Jay. Elle se classe à la deuxième place du hit-parade américain le 4 avril, juste derrière Can't Buy Me Love et devant She Loves You, I Want to Hold Your Hand et Please Please Me occupant les cinq premières positions du classement. Elle sera finalement publiée en Angleterre le 25 juin 1976 sur un 45 tours, en face B de Back in the U.S.S.R., pour accompagner la compilation thématique Rock 'n' Roll Music publiée le même mois dans laquelle elle se trouve. En 2016, elle a été rajoutée à la trame sonore du spectacle Love qui tient l'affiche à l'hôtel The Mirage de Las Vegas. On ne l'entend donc pas sur le disque qui a été publié en 2006.
Cette chanson est jouée en ouverture lors des deux tournées américaines, mais en 1965, par contre, en version écourtée. Un extrait de la version enregistrée le 23 août 1964, en direct du Hollywood Bowl, a été publiée la même année sur l'album documentaire américain The Beatles' Story et la version écourtée, celle-ci enregistrée le 30 août 1965, est placée sur le disque The Beatles at the Hollywood Bowl paru en 1977 et remastérisé en 2016. La même année, on peut entendre une autre version live sur Live! at the Star-Club in Hamburg, Germany; 1962 mais l'origine de cet enregistrement est débattue. En 2023, la chanson est demixée avec l'aide d'une nouvelle technologie basée sur l'intelligence artificielle servant à isoler les différents sons enregistrés, développée par l'équipe de Peter Jackson pour le documentaire The Beatles: Get Back, et remixée par Giles Martin et rajoutée à la compilation The Beatles 1962–1966.
Cette chanson a été interprétée dix fois dans les studios de la BBC; aucune autre reprise n'est jouée aussi souvent,. On retrouve, sur le disque On Air - Live at the BBC Volume 2, la version enregistrée le 16 juillet 1963 pour l'émission Pop Go the Beatles (en) du 6 août 1963.

### Publication en France
La chanson arrive en France en octobre 1963 sur la face B d'un 45 tours EP (« super 45 tours »), accompagnée  de A Taste of Honey ; sur la face A figurent She Loves You et Do You Want to Know a Secret. La photo de la pochette est de Fiona Adams (en), identique à celle du EP britannique Twist and Shout.

### Interprètes
- John Lennon : chant, guitare rythmique
- Paul McCartney : chœurs, basse
- George Harrison : chœurs, guitare solo
- Ringo Starr : batterie

### Équipe de production
- George Martin : producteur
- Norman Smith : ingénieur du son
- Richard Langham : ingénieur du son (enregistrement)
- A.B. Lincoln : ingénieur du son (mixage)

## Autres reprises et adaptations

### Reprises
Dans la foulée de ce succès, la chanson a fait l'objet d'un grand nombre de reprises. Brian Poole and the Tremeloes (groupe signé par Decca à la place des Beatles) en enregistre une version quatre mois après la bande de Liverpool. Celle-ci se classe à la 4e place des charts anglais.
Les Kinks ou Bruce Springsteen l'ont souvent interprétée sur scène.
Les Troggs l'ont enregistré sur un medley avec Louie Louie et Hang on Sloopy, The Who ont joué un medley Shakin' All Over/Spoonful/Twist and Shout, enfin le groupe Genesis l'a intégrée à sa chanson-medley Turn It On Again, entre autres au concert du Knebworth en 1980. 
Johnny Rivers a enregistré le medley La Bamba / Twist And Shout (Twist And Shout ressemble d'ailleurs beaucoup à la version de Ritchie Valens de La Bamba). 
On en trouve aussi des versions par The Shangri-Las, Ike & Tina Turner, Billy Lee Riley, Screamin' Jay Hawkins, Jack Nitzsche, Salt-N-Pepa, Chaka Demus & Pliers, The Mamas & The Papas, Timber Timbre, The Vamps etc.
En France, Twist and Shout a été reprise notamment par Dick Rivers et Matmatah.
Dans le film La Folle Journée de Ferris Bueller sorti en 1986, Matthew Broderick danse et chante en playback sur la version des Beatles lors de la fête Von Steuben Day à Chicago.

### Adaptations
Une version française écrite par Georges Aber et chantée par Sylvie Vartan sous le titre Twiste et chante, sort en octobre 1963. Au Québec, la même année, Les Baronets reprennent Twiste et chante. 
En 1995, la chanteuse pour enfants Carmen Campagne interprète sa chanson Un bon chocolat chaud sur l'air de la version des Beatles, on l'entend dans la pièce La vache en Alaska.
Les Bidochons en ont fait une parodie intitulée Triste Chat. Le groupe français Les Avions a également fait une reprise de ce titre, parue sur l'un de leurs premiers singles, en face B.